# Marquinhos Trad
Marcos Marcello "Marquinhos" Trad (Campo Grande, 28 agosto 1964) è un avvocato e politico brasiliano.
È sindaco della città di Campo Grande, carica già ricoperta da suo fratello Nelson Trad Filho.

## Biografia
Figlio dell'ex membro del Congresso Nelson Trad e Therezinha Mandetta, è fratello dell'ex sindaco di Campo Grande Nelson Trad Filho e dell'ex deputato federale Fábio Trad. È laureato in giurisprudenza presso Università Federale di Rio de Janeiro (UFRJ).
In qualità di avvocato, è entrato a far parte dello studio legale del Mato Grosso do Sul dell'Ordine degli avvocati brasiliano come consigliere, poi ha presieduto la Commissione Etica e Disciplina. Ha presieduto il Tribunale sportivo statale (TJD-MS).